# Marie Colvin
Marie Colvin (New York, 1956. január 12. – Homsz, Szíria, 2012. február 22.) amerikai újságíró, 1985-től a The Sunday Times brit hetilap munkatársa. Újságírói pályafutása alatt elsősorban haditudósítóként tevékenykedett, tudósításaiért több kitüntetésben is részesült. 2012. február 22-én a szíriai Homszban vesztette életét Rémi Ochlik francia újságíróval együtt, a város ostroma alatt.

## Élete
Szülővárosában nőtt fel, 1974-ben érettségizett. Ezt követően egy évig Brazíliában tanult egy csereprogram keretében, majd beiratkozott a Yale Egyetemre, ahol antropológiát végzett. 
Az egyetem elvégzése után a United Press International munkatársa lett, ebben a minőségében Trentonban, New Yorkban és Washingtonban dolgozott. 1985-től pályafutását a The Sunday Times brit hetilapnál folytatta, Londonba költözve. 1986-tól ő volt az újság Közel-Kelet specialistája, majd 1995-től a külföldi hírek felelőse. 
1986-ban ő volt az első külföldi újságíró, aki meginterjúvolta Moammer Kadhafi líbiai diktátort az El Dorado Canyon hadműveletet követően.
Az 1990-es években haditudósítóként tevékenykedett Csecsenföldön, Koszovóban, Sierra Leoneben, Zimbabweben, Sri Lankában és Kelet-Timorban. 2001-ben a Srí Lanka-i polgárháborúról tudósított, amikor egy rakétagránát felrobbanása következtében elvesztette a fél szemét. Marie Colvin a későbbiekben az általa háborús bűnökkel vádolt srí lankai kormány szándékos gyilkossági kísérletének tartotta a történteket.
2011-ben az Arab tavasz eseményeiről tudósított Tunéziában, Egyiptomban és Líbiában. 2012 februárjában illegálisan, egy motorbiciklivel átlépte a szíriai határt, hogy az ott kibontakozó, később polgárháborúba torkolló eseményekről tudósítson. Colvin az ostromlott Homszban rendezte be "főhadiszállását", utolsó tudósítását február 21-én küldte el a BBC, a CNN és az ITN News számára, egy műholdas telefon segítségével. Február 22-én a szintén Homszban tartózkodó Rémi Ochlik francia újságíróval együtt készült Homsz és Szíria elhagyására, amikor egy tüzérségi támadásban mindketten életüket vesztették. A szíriai kormány később a két újságíró meggyilkolásával "terroristákat" vádolt meg, akik állítólag egy improvizált robbanószerkezettel végeztek áldozataikkal, a két újságíró halálának szemtanúi azonban megerősítették a tüzérségi támadás tényét.
A két áldozatot Homszban temették el, majd később exhumálták őket és Damaszkuszba vitték, ahonnan hazaszállították a holttesteiket. Marie Colvint 2012. március 12-én New Yorkban helyezték végső nyugalomra.